# Mabalacat
Mabalacat é uma cidade de terceira classe de renda da cidade na província Pampanga, nas Filipinas. De acordo com o censo de 1 maio  de  2020 possui uma população de 293 244 pessoas e 74 707 domicílios.